# 葉戈爾·傑明
葉戈爾·弗拉迪米羅維奇·傑明（羅馬化：Egor Vladimirovich Demin；2006年3月3日—），俄罗斯职业篮球运动员，現效力于美国NBA球隊布魯克林籃網。